# Klaus Cornfield

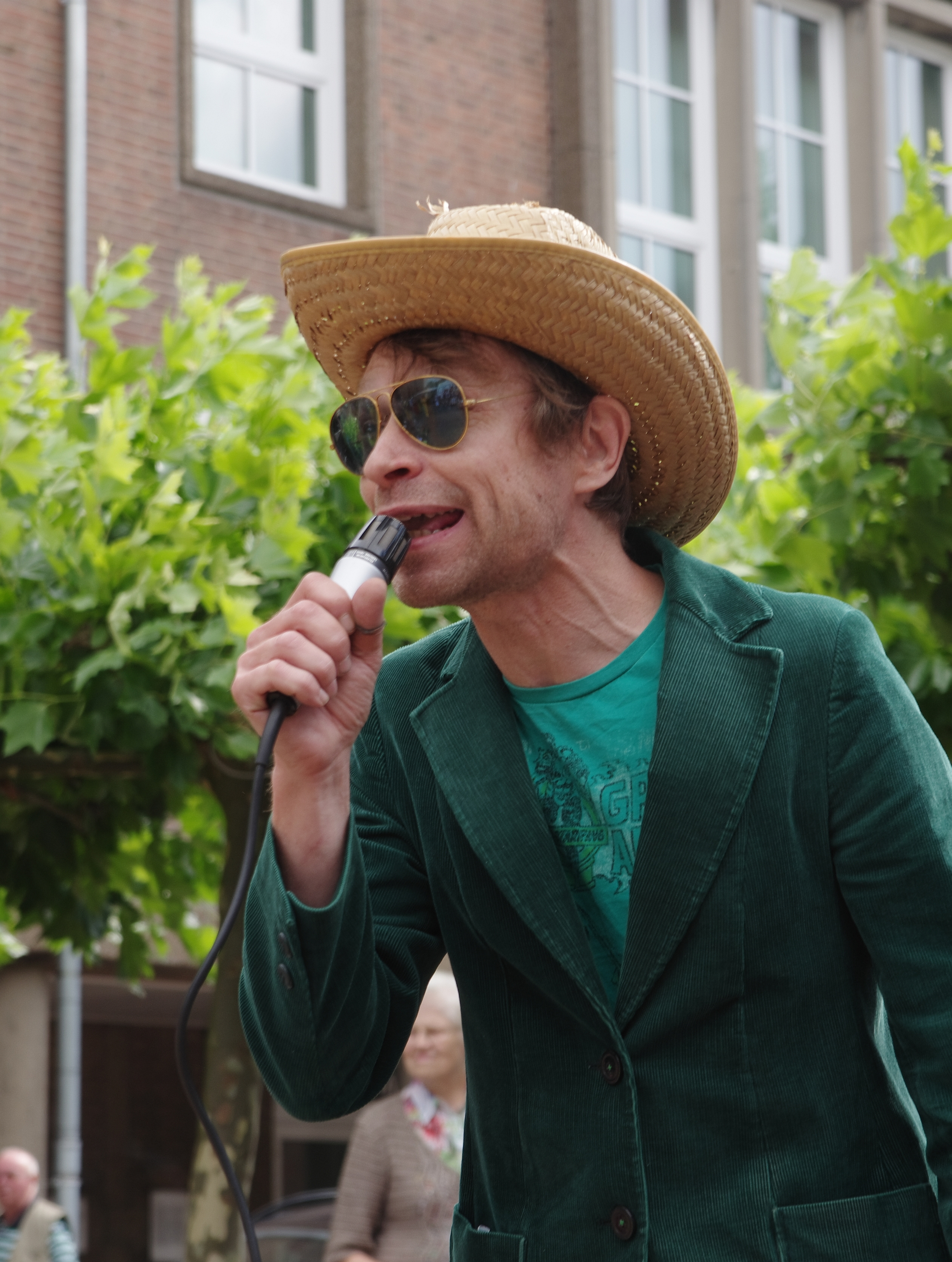
Klaus Cornfield bei einem Auftritt mit dem Orchestre Miniature in the Park im Rahmen des Haldern Pop Festivals in Rees 2013

Klaus Cornfield (* 10. September 1964 in Lima/Peru, bürgerlicher Name: Klaus Gaffkus) ist ein deutscher Musiker, Comicautor und -zeichner und Illustrator. Bekannt wurde er vor allem als Sänger und Gitarrist der Band Throw That Beat in the Garbagecan und als Schöpfer der Comicserie Kranke Comics. Seit 1986 firmiert Klaus Gaffkus unter dem Pseudonym Cornfield, das sich Iwie Candy X07 und Lotsi Lapislazuli, seine Bandkolleginnen bei Throw That Beat in the Garbagecan, für ihn ausdachten.

## Karriere

### Musik
1986 gründete Cornfield mit Oliver Kolb die Band Throw That Beat in the Garbagecan. Ihre größte Popularität erlangte die Band in der Formation Klaus Cornfield (Gesang, Gitarre), Oliver „Polli Pollunder“ Kolb (Gitarre, Gesang), Lord Ray (Bass), Iwie Candy X07 (Keyboard, Gesang), Lotsi Lapislazuli (Gesang, Blockflöte, Melodica, Glockenspiel) und Alex Sticht (Schlagzeug, Gesang). Cornfield spielte nicht nur Gitarre und sang, er schrieb auch größtenteils die Texte der Band. Das Artwork ihrer Veröffentlichungen gestalteten Cornfield und Lotsi Lapislazuli. Die Band veröffentlichte zahlreiche Tonträger und spielte über 1000 Konzerte in ganz Europa, den U.S.A. und Japan. 1997 lösten sich Throw That Beat in the Garbagecan auf.
1999 gründete Cornfield mit Paul Greco, der zuvor auf mehreren Alben der Band Chumbawamba Bass gespielt hatte, die Band Katze. Bereits kurz nach Gründung der Band stieß Minky Warhol zu Katze. Cornfield (Gesang, Gitarre) und Warhol (Gesang, Stylophone, Mellotron) waren die beständigsten Mitglieder der Band, die im Laufe ihrer Geschichte zahlreiche Besetzungswechsel durchlief. Cornfield und Warhol schrieben die Texte der Band und gestalteten die Veröffentlichungen. Die Band veröffentlichte verschiedene Tonträger und spielte zahlreiche Livekonzerte.
2007 gründete Cornfield das „erste und einzige bunte Miniaturinstrumenteorchester der Welt“ Orchestre Miniature in the Park (OMP). Neben Cornfield als Hauptsänger sind an dem Projekt über dreißig Musiker beteiligt. Das Orchester spielt regelmäßig live und veröffentlichte 2015 ein Album.
Sein jüngstes musikalisches Projekt ist die Old Men Group, die Cornfield (Gitarre) mit Dirk Kretz (Bass) und Robert „Bobby“ Schätzle (Schlagzeug) 2018 gründete. Die Band gab Anfang 2019 ihr Debüt-Konzert in Berlin, weitere Liveauftritte folgten.
Neben seinem Engagement in den verschiedenen Bands ist Cornfield in Solo- und Seitenprojekte involviert.

### Comics
Bereits als Kind begann Cornfield Comics zu zeichnen. In den frühen neunziger Jahren erschienen erste Strips von ihm in dem Comicmagazin KiX. Den frühen Veröffentlichungen seiner Band Throw That Beat in the Garbagecan lagen von ihm gestaltete Comics bei. 1992 erschien im Alpha Comic Verlag ein Comicalbum, das die Geschichte und Erlebnisse von Throw That Beat zum Inhalt hat. Ein ähnliches Album über die Band The Bates erschien beim selben Verlag. Um den Charakter der Band und ihrer Mitglieder kennenzulernen und im Comic umsetzen zu können, begleitete Cornfield The Bates auf einer Tournee. Auch zu seiner Band Katze veröffentlichte er ein Heft mit Comicgeschichten, diese erschienen teilweise auch in der Musikzeitschrift Intro. Das Katze-Heft wurde 2006 als Bester Kurzcomic beim ICOM Independent Comic Preis ausgezeichnet. In den Heften der deutschen Ausgabe der Serie Hate (deutscher Titel: Krass) von Peter Bagge erschienen regelmäßig Zweitgeschichten von Cornfield.
Cornfields bekannteste Schöpfung ist die Serie Kranke Comics. 1995 schrieb und zeichnete er ein erstes Heft unter diesem Titel. Bei den Protagonisten der Geschichten des Hefts handelte es sich deutlich erkennbar um Disney-Charaktere wie Micky Maus und Donald Duck, die Cornfield in extremster satirischer Zuspitzung in eine abseitige Gegenwelt aus überbordenden Sex-, Gewalt- und Drogenexzessen stürzte. Aufgrund drohender rechtlicher Konsequenzen durch den Disneykonzern blieb das Heft zunächst unveröffentlicht. Da die Geschichten in Cornfields privatem Umfeld allerdings auf begeisterte Resonanz stießen, beschloss er, das Konzept weiter auszuarbeiten. Er entwickelte eigene anthropomorphe Tierfiguren für die Serie, darunter auch seine populärsten Charaktere Fou-Fou und Haha.
Fou-Fou und Haha sind extrem niedlich gestaltete Bärchen, die sich als Comic-Herausgeber verdingen. Sie träumen stets davon, „schöne“ Comics herauszugeben, sind aber gezwungen Kranke Comics herauszugeben, da nur diese von der Leserschaft gekauft werden. Ha Ha und vor allem Fou Fou sind darüber sehr traurig und bitten die Leser immer wieder inständig, die „schlimmen Geschichten“ nicht zu lesen. In dem krassen Kontrast zwischen der Niedlichkeit dieser beiden, die in einer Idylle aus Kakao und Marmeladenbrötchen leben, zu den abgründigen Perversionen, in denen sich die anderen Charaktere der Geschichten ergehen, liegt ein Wesensmerkmal des Stils Cornfields.
Die Kranken Comics richten sich mit ihren expliziten Inhalten an ein erwachsenes Publikum. „Im allerniedlichsten Stil klassischer Kindercomics zeigt Cornfield jede nur denkbare Perversion und reizt sie aus“, schreibt Mikki Sixx von Turbo Radio, und die „Brutal-Satire“ beinhalte die „derbsten, bösesten, krankesten und schmutzigsten“ Comics, die je in Deutschland erschienen. Timur Vermes von Spiegel Online beschreibt die Geschichten der Kranken Comics als „eine absurde Menge geballten Drecks“, in denen „ohne Unterbrechung gefickt, gepisst, geschissen“ wird und „Cornfield zeigt, was Hemmungslosigkeit wirklich bedeutet“. Die Comics seien „nichts weniger als eine grenzenlose Zumutung“ der „ganze nackte Wahnsinn“ aber trotzdem „grauenhaft gut“ und „sehr, sehr komisch“. Bela Sobottke vom Tagesspiegel attestiert, die Kranken Comics seien weit mehr als „lediglich eine Aneinanderreihung von platten Sexismen, pubertärem Humor und schlechtem Geschmack“, sondern hier habe „jemand der Menschheit genau auf ihre blutigen Finger geguckt“ und Cornfield habe „all die Grausamkeiten und die doppelbödige Moral der Gesellschaft aufgesogen und ihr den hässlichen Spiegel“ vorgehalten. Für Sobotke gehört die Serie zu den „großen Klassikern des deutschen Comics“ und liefere die „besten deutschen Underground-Comics aller Zeiten“.
Cornfield veröffentlichte die Kranken Comics ab 1997 unter dem Signet Fou-Fou und Haha Verlag im Selbstverlag und ab der Ausgabe #5 von 1998 bis 2000 bei verschiedenen Comicverlagen. Es erschienen acht Ausgaben der Serie sowie ein Album unter dem Titel Kranke Comics Extra. Das ursprünglich unveröffentlichte erste Heft erschien 2004 als Kranke Comics #0 in einer Kleinstauflage bei Staple Press. Der Weissblech Verlag veröffentlichte 2018 den Sammelband Das gesammelte Elend, der neben den regulär erschienenen Ausgaben #1 bis #8 und Kranke Comics Extra auch die zuvor unveröffentlichte Ausgabe #9 enthielt. Cornfields frühe Arbeiten aus den KiX-Comics veröffentlichte der Hanauer Kleinverlag Violess War 2019 in einem Heft.
Gelegentlich schreibt Cornfield Lieder für Charaktere aus Kranke Comics, die er dann als deren Alter Ego aufnimmt, so beispielsweise die Songs Serenade für die Figur Akne Jürgen oder Ich hab ne Uzi für die Figur Sir Angry, eine Hip-Hop-Nummer, die Cornfield mit Ferris MC einspielte. Auch für Fou-Fou und Haha entstanden Lieder. Teilweise erschienen diese auf einer CD, die dem Album Fou-Fou und Haha in Paris, das 2002 bei Carlsen erschien, beilag. Zu manchen dieser Songs erstellte Cornfield auch animierte Musikvideos.
Abseits der Kranken Comics veröffentlichte Cornfield verschiedene Comicalben, darunter zwei Bände mit kindgerechten Geschichten um Fou-Fou und Haha. In über 200 Folgen erschienen die Comics mit Fou-Fou und Haha ab 2001 für mehrere Jahre in der Zeitung Junge Welt. Cornfield präsentiert seine Comics auch live bei Comic-Lesungen. Mehrfach waren den Kranken Comics Ausstellungen im gesamten Bundesgebiet gewidmet, so beispielsweise 2012 und 2018 beim Comic-Salon Erlangen.
Ab Januar 2021 veröffentlicht Cornfield die Serie Fou-Fou und Haha Sonntagstrips auf der Webcomic-Plattform Toons Up.

## Biografisches und Privatleben
Cornfield wurde im peruanischen Lima als Sohn eines Nähmaschinenhändlers und der Tochter eines Kaffeeplantagenbesitzers geboren, eingeschult wurde er in den Niederlanden. Die Familie siedelte nach Deutschland über, erst nach Köln, danach nach Fürth. In Deutschland brach er die Schule ab und verweigerte den Wehrdienst. Seine Jugend verbrachte Cornfield in Fürth, lebte dann zeitweise mit Thomas D auf einem alternativen Bauernhof in der Eifel, bevor er 2004 nach Berlin zog. Er bestreitet seinen Lebensunterhalt mit Illustrationen für Kinderbücher, die er unter einem Pseudonym anfertigt. Cornfield lebt und arbeitet in Berlin.

## Veröffentlichungen

### Comics
Kranke Comics
- 1997 Kranke Comics #1 (Fou-Fou + Ha Ha Verlag, Fürth) Nachdruck 1999, Jochen Enterprises, Berlin, ISBN 3-930486-74-1
- 1997 Kranke Comics #2 (Fou-Fou + Ha Ha Verlag, Fürth) Nachdruck 1999, Jochen Enterprises, Berlin, ISBN 3-930486-75-X
- 1998 Kranke Comics #3 (Fou-Fou + Ha Ha Verlag, Fürth)
- 1998 Kranke Comics #4 (Fou-Fou + Ha Ha Verlag, Fürth)
- 1998 Kranke Comics Extra (Totenkopf Verlag, München) ISBN 978-3-9805590-0-3
- 1999 Kranke Comics #5 (Jochen Enterprises, Berlin) ISBN 3-930486-78-4
- 1999 Kranke Comics #6 (Jochen Enterprises, Berlin) ISBN 3-930486-79-2
- 2000 Kranke Comics #7 (Jochen Enterprises, Berlin) ISBN 3-930486-92-X
- 2000 Kranke Comics #8 (Schwarzer Turm, Weimar)
- 2014 Kranke Comics #0 (Staple Press, Berlin)
- 2014 Sick Comics #0,0 (Staple Press, Berlin) Englischsprachige Ausgabe von Kranke Comics #0, Teil 1
- 2014 Sick Comics #0,5 (Staple Press, Berlin) Englischsprachige Ausgabe von Kranke Comics #0, Teil 2
- 2018 Kranke Comics – Das Gesammelte Elend (Weissblech Comics, Schönwalde) ISBN 978-3-86959-058-5

Sonstige Comics
- 1992 Throw That Beat in the Garbagecan (Alpha Comic Verlag, Sonneberg) ISBN 978-3-89311-199-2
- 1999 Hasi. (Mogamobo, Ludwigsburg)
- 1999 The Bates: The Devils Ponk Band! (Alpha Comic Verlag, Sonneberg) ISBN 978-3-89593-582-4
- 2002 Fou-Fou & Ha Ha in Paris (Carlsen, Hamburg) ISBN 978-3-551-75481-3
- 2005 Katze (Schwarzer Turm, Hünfeld)
- 2012 Luna + Luno: Gesammelte Streiche (Jaja Verlag, Berlin) ISBN 978-3-943417-08-1
- 2017 Fou-Fou und Haha: Pizza für Plüschohren (Jaja Verlag, Berlin) ISBN 978-3-946642-20-6
- 2019 UUUUAH – Alle Geschichten aus KiX Comics 1991–1992 (Violess War, Hanau)
- 2021 Fou-Fou und Haha Sonntagstrips. (Wöchentlicher Onlinecomic auf Toons Up)
- 2023 Klaus Cornfields Akne-Jürgen: Panopticon Pustula. (Violess War, Hanau)

Beiträge in Anthologien
- 1991 Am Weibe hängt, zum Weibe drängt doch alles. In: KiX #8 (Kix Multimedia, Hanau)
- 1991 Käpt'n Cornfield in: Die letzte Schlacht. In: KiX #9 (Kix Multimedia, Hanau)
- 1992 Theo der spassige U-Bahnschaffner. In: KiX #10 (Kix Multimedia, Hanau)
- 1992 Willie ist mein allerbester Freund. In: KiX #12 (Kix Multimedia, Hanau)
- 1992 Die zwei Doowies. In: KiX #13 (Kix Multimedia, Hanau)
- 1992 Onkel Günther in „Der Kinderschreck“. In: KiX Sonderband #1 (Kix Multimedia, Hanau)
- 1998 Stinki Hund. In: Peter Bagge's Krass #1 (Jochen Enterprises, Berlin)
- 1998 Stiku. In: Le Pig #1 (Helikon Joggers, Leipzig)
- 1999 Fou-Fou und Haha. In: Peter Bagge's Krass #2 (Jochen Enterprises, Berlin)
- 1999 Fou Fou schüttelt sein Kissen auf. In: Peter Bagge's Krass #3 (Jochen Enterprises, Berlin)
- 1999 Fou-Fou und Haha unterwegs. In: Peter Bagge's Krass #4 (Jochen Enterprises, Berlin)
- 1999 Fou-Fou und Haha im Tiefschnee. In: Peter Bagge's Krass #6 (Jochen Enterprises, Berlin)
- 1999 Schocknacht. In: Extrem Illustrated #2 (Extrem Erfolgreich Enterprises, Berlin)
- 2003 Der schlimmste Moment meines Lebens. In: Panik Elektro #1 (Schwarzer Turm, Hünfeld)
- 2004 Hure Comic. In: Moga Mobo #100 (Moga Mobo, Berlin)
- 2019 Akne Jürgen: Sweet Music. In: U-Comix #198 (Undergroundcomix.de, Oberhausen)
- 2022 Come on Eileen. In: Moga Mobo #116 (Moga Mobo, Berlin)

Animierte Musikvideos zu Comicfiguren
- 2002 Fou-Fou und Haha: In Paris
- 2002 Fou-Fou und Haha: Foufi schau mal
- 2010 Akne Jürgen: Serenade

### Diskografie
Solo
- 1995 Comes (Little Teddy Recordings) Album
- 1998 Little Dreams Of Anarchy (Strange Ways Records) Album

Mit Throw That Beat in the Garbagecan
- 1985 Love Comes and Goes (200 Records) 7'' EP
- 1988 Tweng! (September Gurls Records) Album
- 1989 Peng! (September Gurls Records) 7'' EP
- 1989 Large Marge Sent Us! (September Gurls Records) Album
- 1991 Not Particularly Silly (Electrola) Album
- 1991 A Choclatbar For Breakfast / Be Friendly (Electrola) 7'' Single
- 1991 A Kiss From You Each Day / Rockin' Like Hell (Electrola) 7'' Single
- 1991 We Were Waiting (Electrola) CD Single
- 1992 Cool (Electrola) Album
- 1992 Having A Laugh (SpinArt Records) 7'' EP
- 1992 Over & Over / Pretty Vacant (Electrola) CD Single
- 1992 I Just Can't Hide It (Electrola) CD Single
- 1993 Chill Out With Throw That Beat in the Garbagecan! (Heaven Records) 7'' EP
- 1994 Superstar (Electrola) Album
- 1994 I Won't Give Up (Electrola) 10'' EP
- 1994 Sunshine In My Heart / I'm Giving Up (Siesta Records) 7'' Single
- 1996 Sex Tiger (Spin Records) Album
- 1996 Suburbia (Siesta Records) CD Single
- 1996 Pipi Langstrumpf / Somebody Come And Play (Selbstverlag) 7'' Single

Mit Katze
- 2002 Play More Krautpop (Eigenverlag) EP
- 2003 The Girl, The Fame And The Money (Krautpop! Records) 7'' Split-Single mit Locas In Love.
- 2005 … von Hinten! (Zickzack Records) Album
- 2010 Du Bist Meine Freunde (Zickzack Records) Album

Mit Orchestre Miniature In The Park
- 2015 Songs About The Sun (Rough Trade) Album

Klaus Cornfield & Buddy Love
- 1992 Klaus Cornfield Visits Buddy Love (Blue Records) 7'' EP
- 1994 Buddy Love Visits Klaus Cornfield (Teenage Kicks Records) 7'' EP
- 1996 Stay Angry! (Teenage Kicks Records) Album, als Klaus Kornfeld

Klaus Cornfield & Lotsi Lapislazuli
- 1991 Little Tigers (Musical Tragedies) Album

Klaus Cornfield & The Creams
- 1994 The Beautiful End / A Whiter Shade Of Pale (Raffmond Records) 7'' Single